# ناحیه فراژرف
پهنه فراژرف یا ناحیه فراژرف (hadal zone) یا ناحیهٔ هادوپلاژیک یا ناحیه زیرمُغاکی به عمیق‌ترین گودال‌های اقیانوس گفته می‌شود. نام هادل در زبان‌های اروپایی برگرفته از نام هادس اسطورهٔ یونانی است. این ناحیه از عمقی نزدیک به ۶۰۰۰ متر (۲۰ هزار پا) تا کف اقیانوس در نظر گرفته می‌شود. ناحیهٔ فراژرف جمعیت و گوناگونی زیستی کمی دارد.

## وضعیت
باور بر این است که زندگی در این عمق بیشتر به برف دریایی یا واکنش‌های شیمیایی پیرامون تهویه‌های گرمایی بستگی دارد. سطح پایین مواد خوراکی، فشار بسیار بالا و نبود نور خورشید باعث شده تا گونه‌های کمی بتوانند در این ناحیه زندگی کنند. از آنجایی که نوری به این ناحیه نمی‌رسد موجودات ژرف دریا بینایی بسیار ضعیفی دارند با چشمانی بسیار بزرگ تا بتوانند زیست‌تابی موجودات پیرامون را ببینند.
فراوان‌ترین موجودات کف دریا عبارتند از: عروس دریایی، گرزه‌ماهی، کرم لوله‌ای بزرگ و خیار دریایی. ناحیهٔ فراژرف می‌تواند تا پایین‌تر از ۶۰۰۰ متر هم باشد. مانند عمیق‌ترین جای اقیانوس، درازگودال ماریانا که تا عمق ۱۰٬۹۱۱ متری کشیده شده‌است. در چنین عمقی مثلاً در عمق ۳۶ هزار پایی، فشار در ناحیهٔ فراژرف به بیش از ۱٬۱۰۰ اتمسفر می‌رسد

## بازدیدها
در سال ۱۹۶۰ ژک پیکارد و دان والش به کف درازگودال ماریانا، عمیق‌ترین نقطهٔ کرهٔ زمین رسیدند. همچنین جیمز کامرون هم در سال ۲۰۱۲ به این عمق سفر کرد.